# Пале Бърдо
Пале Бърдо (на хърватски: Palje Brdo) е село в Хърватия, разположено в община Конавле, Дубровнишко-неретванска жупания. Намира се на 150 метра надморска височина. Населението му според преброяването през 2011 г. е 130 души. При преброяването на населението през 1991 г. има 159 жители, от тях 155 (97,48 %) хървати, 2 (1,25 %) черногорци, 1 (0,62 %) сърбин и 1 (0,62 %) словенец.

## Население
Численост на населението според преброяванията през годините:
- 1857 – 144 души
- 1869 – 151 души
- 1880 – 133 души
- 1890 – 168 души
- 1900 – 178 души
- 1910 – 158 души
- 1921 – 168 души
- 1931 – 173 души
- 1948 – 162 души
- 1953 – 177 души
- 1961 – 185 души
- 1971 – 138 души
- 1981 – 135 души
- 1991 – 159 души
- 2001 – 150 души
- 2011 – 130 души